# 茨木市立白川小学校
茨木市立白川小学校（いばらきしりつしらかわしょうがっこう）は、大阪府茨木市にある公立小学校。

## 沿革
- 1981年4月 - 茨木市立東小学校より分離開校

## 通学区域
茨木市 鮎川1・3-5丁目、白川1-3丁目、新堂1-3丁目、目垣2丁目の一部
卒業生は基本的に茨木市立東雲中学校に進学する。